# Colchicum tunicatum
Colchicum tunicatum là một loài thực vật có hoa trong họ Colchicaceae. Loài này được Feinbrun miêu tả khoa học đầu tiên năm 1953.